# Dendrophleps cretacea
Dendrophleps cretacea är en fjärilsart som beskrevs av Holland 1999. Dendrophleps cretacea ingår i släktet Dendrophleps och familjen tofsspinnare. Inga underarter finns listade i Catalogue of Life.